# Makkabi Helsinki
Makkabi Helsinki, grundad 1906 som IK Stjärnan, är en judisk idrottsförening i Helsingfors. Syftet med Makkabi är att sammanföra judiska ungdomar samt att väcka, utveckla och upprätthålla idrottsaktiviteter bland lokala ungdomar. Klubbens aktiviteter fokuserar på bowling, futsal, basket och innebandy. Att Makkabi Helsinki grundades redan 1906 gör den till världens äldsta kontinuerligt verkande judiska sportklubb. Klubben firade sitt hundraårsjubileum i november 2006.

## Historia
Föreningen grundades av Jakob Hirschovits den 4 november 1906 under namnet IK Stjärnan. Namnet ändrades till Makkabi när klubben gick med i World Maccabi Federation.
Klubben spelade fotboll på högsta liganivå (Mestaruussarja) i Finland år 1930 och senare i lägre division.
Den mest kända idrottaren i Makkabis historia (enligt klubbens president, Dennis Mattsoff) är Elias Katz  är som vann guld med Paavo Nurmi och Ville Ritola i 3000 meter lagtävlingen vid OS i Paris 1924.
Till föreningens kända idrottare tillhör även fotbollsspelare Roni Porokara och ishockeyspelare Kim Hirschovits.
Makkabis systerföreningar i Finland var Makkabé i Åbo och Kadur i Viborg.

### 1938: Fallet med Abraham Tokazier
Vid friidrottmästerskapen på Helsingfors Olympiastadion den 21 juni 1938 upplevde klubben ett bakslag när det tillkännagavs att Abraham Tokazier, som representerade Makkabi, rankades som fjärde på 100 meter, även om fotografier och andra bevis tyder på att han faktiskt vann loppet. Anledningen har ansetts vara att arrangörerna ville behaga högt uppsatta personer från Tyskland som var i auditoriet vid den tiden. Finlands Friidrottsförbund bad om ursäkt 75 år senare i september 2013, och resultatet av tävlingen korrigerades den 4 oktober 2013: Tokazier valdes till tävlingsvinnaren.